# Bandera de Isla Caribe

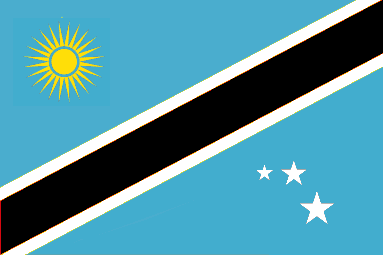
Bandera de la Isla Caribe.

La bandera de Isla Caribe en uso en esta localidad de las Dependencias Federales de Venezuela, en Sudamérica, fue adoptada el 22 de octubre de 2009. Es una bandera de color azul con una banda que la cruza en diagonal de color negro con bordes blancos, el sol en la parte superior y 3 estrellas en la parte inferior.

## Simbolismo
- El azul representa los colores del Mar Caribe que rodea las islas, el cielo y la esperanza
- El blanco representa las playas de arenas blancas
- El negro representa la dedicación de la gente, la fuerza, la unidad, la vitalidad
- El sol amarillo representa la predominante luz del sol, el coraje, la amistad de la gente y la prosperidad
- Las 3 estrellas simbolizan las 3 islas del archipiélago

La Bandera fue diseñada por Peter Ponce.